# Angela Cropper
Angela Cropper (khoảng năm 1946 – 12 tháng 11 năm 2012) đến từ Trinidad và Tobago từng là Trợ lý Tổng thư ký và Phó Giám đốc Điều hành Chương trình Môi trường Liên Hợp Quốc (UNEP). Bà được Tổng thư ký Liên Hợp Quốc Ban Ki-moon bổ nhiệm vào vị trí này vào tháng 11 năm 2007.
Trước khi được bổ nhiệm làm ASG, Cropper là Thượng nghị sĩ độc lập tại Quốc hội Trinidad và Tobago và là Chủ tịch của Quỹ Cropper, một tổ chức từ thiện phi lợi nhuận cam kết phát triển bền vững. Bà đã chia sẻ Giải thưởng quốc tế Zayed năm 2005 cho "hành động vì môi trường dẫn đến thay đổi tích cực trong xã hội", cùng với Emil Salim, cựu bộ trưởng Indonesia về dân số và môi trường.
Bà phục vụ trong nhiều vai trò khác nhau với Cộng đồng Caribbean và Ban thư ký thị trường chung (CARICOM) và Liên minh bảo tồn thế giới (IUCN). Bà là Thư ký điều hành tạm thời của Công ước Liên hợp quốc về Đa dạng sinh học và là Cố vấn cao cấp về Môi trường và Phát triển với Chương trình Phát triển Liên Hợp Quốc (UNDP). 
Bà cũng từng đảm nhận một số vai trò trong một số vị trí ban cố vấn quốc tế, bao gồm Lực lượng đặc nhiệm CARICOM về Hợp tác chức năng, Hội đồng của Đại học Liên hợp quốc, Hội đồng cấp cao về bền vững của Liên minh châu Âu, Hội đồng quản trị của Viện môi trường Stockholm và Nhóm tư vấn bên ngoài cho Ngân hàng Thế giới về việc thực hiện chiến lược lâm nghiệp. Bà là thành viên xuất sắc của Trung tâm nghiên cứu về rừng, và là thành viên tham quan nổi tiếng và McCluskey cùng với Trường nghiên cứu lâm nghiệp và môi trường Yale. 
Bà có bằng cấp về kinh tế phát triển của Trinidad và Tobago, và trong và luật pháp quốc tế từ Barbados.

## Gia đình
Đứa con duy nhất của Angela Cropper, một người con trai, Devanand, chết vì bệnh tim vào năm 1998. Chồng bà, John, chị gái của bà (Lynette Litva) và mẹ bà (Maggie Lee) đã bị sát hại vào tháng 12 năm 2001 tại nhà của gia đình ở Cascade, Port of Spain, trong một vụ cướp trắng trợn. Hai người đàn ông, Lester Pitman và Daniel Agard, đã bị kết án vào ngày 14 tháng 7 năm 2004 và bị kết án tử hình. Bản án của Lester Pitman sau đó đã được giảm xuống còn 40 năm tù.